# 일렉트론 (소프트웨어 프레임워크)
일렉트론(Electron, 과거 명칭: 아톰 셸/Atom Shell)은 OpenJS 재단이 개발하고 유지보수하는 자유-오픈 소스 소프트웨어 프레임워크이다. 이 프레임워크는 웹 기술(주로 HTML, CSS 및 자바스크립트이며, 프론트엔드 프레임워크 및 웹어셈블리와 같은 다른 기술도 가능)을 사용하여 데스크톱 애플리케이션을 만들도록 설계되었으며, 크로미엄 브라우저 엔진 버전과 Node.js 런타임 환경을 사용하는 백엔드를 사용하여 렌더링된다. 또한 Node.js 서비스와의 네이티브 통합 및 프로세스 간 통신 모듈과 같은 기능을 지원하기 위해 다양한 API를 사용한다.
일렉트론은 원래 아톰을 위해 구축되었으며 깃허브 데스크톱, 라이트 테이블, 비주얼 스튜디오 코드, 워드프레스 데스크톱, 및 이클립스 테이아를 포함한 다른 여러 오픈 소스 프로젝트의 주요 GUI 프레임워크이다.

## 아키텍처
일렉트론 애플리케이션에는 "메인" 프로세스와 여러 "렌더러" 프로세스가 포함된다. 메인 프로세스는 애플리케이션의 논리(예: 메뉴, 셸 명령, 수명 주기 이벤트)를 실행하며, HTML 및 CSS를 렌더링하여 화면에 나타나는 창을 로드하는 BrowserWindow 클래스의 인스턴스를 인스턴스화하여 여러 렌더러 프로세스를 시작할 수 있다.
메인 프로세스의 nodeIntegration 필드가 true로 설정된 경우 메인 및 렌더러 프로세스 모두 Node.js 통합으로 실행될 수 있다.
일렉트론의 대부분의 API는 C++ 또는 오브젝티브-C로 작성되었으며 자바스크립트 바인딩을 통해 애플리케이션 코드에 직접 노출된다.

## 역사
2021년 9월, 일렉트론은 크로미엄 익스텐디드 스테이블의 릴리스 주기와 일치시키고 마이크로소프트 스토어의 새로운 요구 사항(브라우저 기반 앱이 브라우저 엔진의 최신 릴리스에서 두 가지 주요 버전 내에 있어야 함)을 준수하기 위해 주요 버전 간의 8주 릴리스 주기로 변경되었다.
일렉트론은 격주로 크로미엄 릴리스와 함께 새로운 주요 버전을 자주 출시한다. 최신 세 개의 안정적인 버전은 일렉트론 팀에서 지원한다.
| 릴리스  | 상태       | 릴리스 날짜            | 지원 종료 날짜   | 크로미엄 버전 | Node.js 버전 | 모듈 버전 | N-API 버전 | ICU 버전 |
| ------- | ---------- | ---------------------- | ---------------- | ------------- | ------------ | --------- | ---------- | -------- |
| v1.8.x  | 수명 종료  | 2017년 12월 12일       | 2018년 12월 20일 | 59            | 8.2          | 57        | ?          | ?        |
| v2.0.x  | 수명 종료  | 2018년 5월 1일         | 2019년 4월 24일  | 61            | 8.9          | 57        | ?          | ?        |
| v3.1.x  | 수명 종료  | 2018년 9월 18일        | 2019년 7월 29일  | 66            | 10.2         | 64        | 3          | ?        |
| v4.2.x  | 수명 종료  | 2018년 12월 20일       | 2019년 10월 22일 | 69            | 10.11        | 69        | 3          | 62.2     |
| v5.1.x  | 수명 종료  | 2019년 4월 24일        | 2020년 2월 4일   | 73            | 12.0         | 70        | 4          | 63.1     |
| v6.1.x  | 수명 종료  | 2019년 7월 29일        | 2020년 5월 18일  | 76            | 12.4         | 73        | 4          | 64.2     |
| v7.3.x  | 수명 종료  | 2019년 10월 22일       | 2020년 8월 25일  | 78            | 12.8         | 75        | 4          | 64.2     |
| v8.3.x  | 수명 종료  | 2020년 2월 4일         | 2020년 11월 16일 | 80            | 12.13        | 76        | 5          | 65.1     |
| v9.4.x  | 수명 종료  | 2020년 5월 18일        | 2021년 3월 2일   | 83            | 12.14        | 80        | 5          | 65.1     |
| v10.4.x | 수명 종료  | 2020년 8월 25일        | 2021년 5월 25일  | 85            | 12.16        | 82        | 5          | 65.1     |
| v11.4.x | 수명 종료  | 2020년 11월 16일       | 2021년 8월 30일  | 87            | 12.18        | 85        | 5          | 65.1     |
| v12.0.x | 수명 종료  | 2021년 3월 2일         | 2021년 11월 15일 | 89            | 14.16        | 87        | 7          | 68.1     |
| v13.x.y | 수명 종료  | 2021년 5월 25일        | 2022년 1월 31일  | 91            | 14.16        | 89        | 7          | 68.1     |
| v14.x.y | 수명 종료  | 2021년 8월 30일        | 2022년 3월 29일  | 92            | 14.17        | 89        | 8          | 69.1     |
| v15.x.y | 수명 종료  | 2021년 9월 21일        | 2022년 5월 24일  | 94            | 16.5         | 98        | ?          | ?        |
| v16.x.y | 수명 종료  | 2021년 11월 15일       | 2022년 5월 24일  | 96            | 16.9         | 99        | ?          | ?        |
| v17.x.y | 수명 종료  | 2022년 2월 1일         | 2022년 8월 2일   | 98            | 16.13        | 101       | ?          | ?        |
| v18.x.y | 수명 종료  | 2022년 3월 29일        | 2022년 9월 26일  | 100           | 16.13        | 103       | ?          | ?        |
| v19.x.y | 수명 종료  | 2022년 5월 24일        | 2022년 11월 29일 | 102           | 16.14        | 106       | ?          | ?        |
| v20.x.y | 수명 종료  | 2022년 8월 2일         | 2023년 2월 7일   | 104           | 16.15        | ?         | ?          | ?        |
| v21.x.y | 수명 종료  | 2022년 9월 26일        | 2023년 4월 4일   | 106           | 16.16        | ?         | ?          | ?        |
| v22.x.y | 수명 종료  | 2022년 11월 30일       | 2023년 10월 10일 | 108           | 16.17        | ?         | ?          | ?        |
| v23.x.y | 수명 종료  | 2022년 11월 30일       | 2023년 8월 15일  | 110           | 18.12        | ?         | ?          | ?        |
| v24.x.y | 수명 종료  | 2023년 4월 4일         | 2023년 10월 10일 | 112           | 18.14        | ?         | ?          | ?        |
| v25.x.y | 수명 종료  | 2023년 5월 30일        | 2023년 12월 5일  | 114           | 18.15        | ?         | ?          | ?        |
| v26.x.y | 수명 종료  | 2023년 8월 15일        | 2024년 2월 20일  | 116           | 18.16        | ?         | ?          | ?        |
| v27.x.y | 수명 종료  | 2023년 10월 10일       | 2024년 4월 16일  | 118           | 18.17        | ?         | ?          | ?        |
| v28.x.y | 수명 종료  | 2023년 12월 5일        | 2024년 6월 11일  | 120           | 18.18        | ?         | ?          | ?        |
| v29.x.y | 수명 종료  | 2024년 2월 20일        | 2024년 8월 20일  | 122           | 20.9         | ?         | ?          | ?        |
| v30.x.y | 수명 종료  | 2024년 4월 16일        | 2024년 10월 15일 | 124           | 20.11        | ?         | ?          | ?        |
| v31.x.y | 수명 종료  | 2024년 6월 11일        | 2025년 1월 7일   | 126           | 20.14        | ?         | ?          | ?        |
| v32.x.y | 수명 종료  | 2024년 8월 20일        | 2025년 3월 4일   | 128           | 20.16        | ?         | ?          | ?        |
| v33.x.y | 수명 종료  | 2024년 10월 15일       | 2025년 4월 29일  | 130           | 20.18        | ?         | ?          | ?        |
| v34.x.y | 지원       | 2025년 1월 14일        | 2025년 6월 24일  | 132           | 20.18        | ?         | ?          | ?        |
| v35.x.y | 지원       | 2025년 3월 4일         | 2025년 9월 2일   | 134           | 22.14        | ?         | ?          | ?        |
| v36.x.y | 현재       | 2025년 4월 29일        | 2025년 10월 28일 | 136           | 22.14        | ?         | ?          | ?        |
| v37.x.y | 프리릴리스 | 2025년 6월 24일 (예정) | 2026년 1월 13일  | 138           | TBD          | ?         | ?          | ?        |
| v38.x.y | 나이틀리   | TBD                    | TBD              | TBD           | TBD          | ?         | ?          | ?        |

## 활용
일렉트론으로 구축된 데스크톱 애플리케이션에는 아톰, BalenaEtcher, 디스코드, 2.0 이전의 마이크로소프트 팀즈, 슬랙, 그리고 비주얼 스튜디오 코드가 있다. 브레이브 브라우저는 크로미엄을 직접 사용하도록 다시 작성되기 전에 일렉트론을 기반으로 했다.

## 평가
일렉트론에 대한 가장 일반적인 비판은 간단한 프로그램에 사용될 때 소프트웨어 블롯을 초래한다는 것이다. 결과적으로 마이클 라라벨은 이 프레임워크를 "대부분의 리눅스 데스크톱 사용자들 사이에서 리소스 사용량이 많고 대부분의 데스크톱과 잘 통합되지 않으며 일반적으로 경멸받는 것으로 악명 높다"고 언급했다.
연구원들은 일렉트론의 광범위한 기능 세트가 소스 자바스크립트 파일에 대한 쓰기 권한을 가진 악의적인 행위자에 의해 악용될 수 있음을 보여주었다. 이는 *nix 시스템에서 루트 액세스를 필요로 하며 일렉트론 개발자들은 이를 취약점으로 간주하지 않는다. 일렉트론이 항상 최신 버전의 크로미엄을 기반으로 하지 않는다는 점을 우려하는 사람들은 프로그레시브 웹 애플리케이션을 대안으로 추천했다.

## 같이 보기
- 아파치 코도바
- 크로미엄 임베디드 프레임워크 (CEF)
- HTML 애플리케이션
- Qt WebEngine
- XULRunner
- 자바FX 웹뷰
- 닷넷 브라우저
- 프로그레시브 웹 애플리케이션
- Node.js
- 타우리 (소프트웨어 프레임워크)
- 플러터
- PyQt